# Anthia

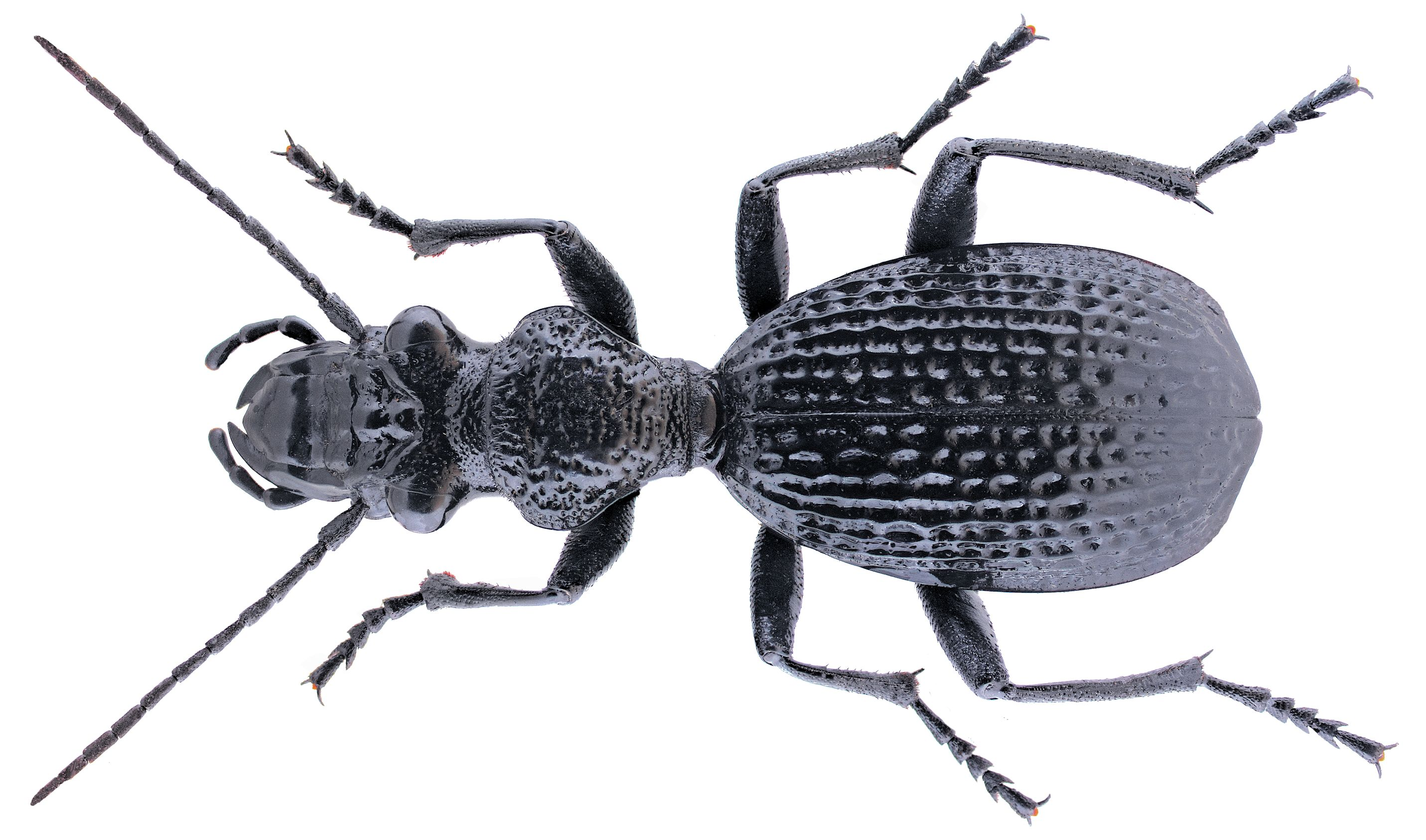
Anthia cavernosa

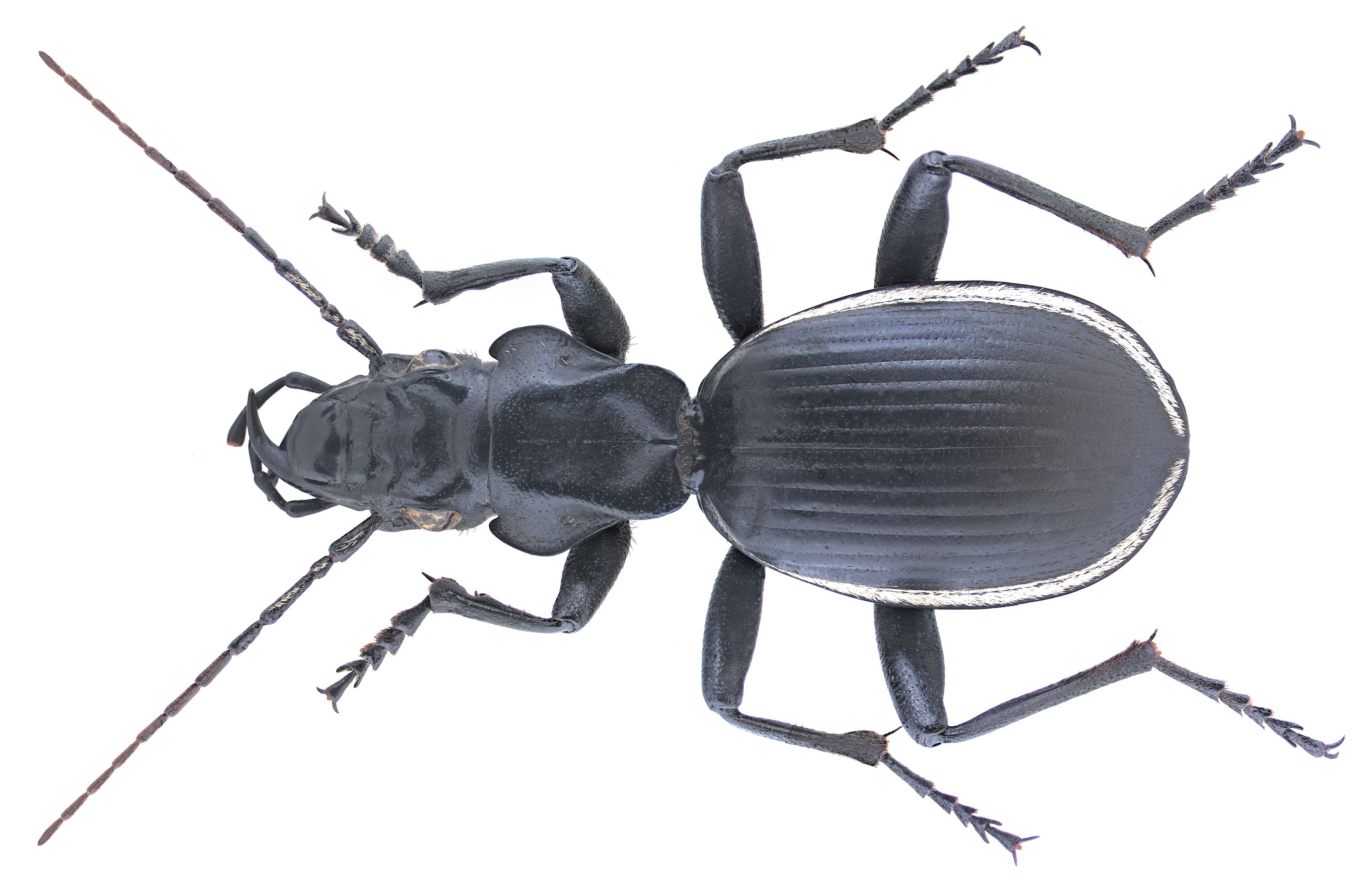
Anthia cinctipennis

Anthia es un  género de coleópteros adéfagos de la familia Carabidae.  Las especies de Anthia pueden rociar un chorro de ácido fórmico hasta 30 centímetros de distancia, y si no es tratado, puede causar ceguera en los gatos y pollos.

## Especies
Comprende las siguientes especies:
- Anthia aemiliana Dohrn, 1881
- Anthia aequilatera Klug, 1853
- Anthia alternata Bates, 1978
- Anthia andersoni Chaudoir, 1861
- Anthia artemis Gerstaecker, 1884
- Anthia babaulti Benard, 1921
- Anthia biguttata Bonelli, 1813
- Anthia binotata Perroud, 1846
- Anthia brevivittata Obst, 1901
- Anthia bucolica Kolbe, 1894
- Anthia burchelli Hope, 1832
- Anthia calida Harold, 1878
- Anthia calva Sternberg, 1907
- Anthia capillata Obst, 1901
- Anthia cavernosa Gerstaecker, 1866
- Anthia cephalotes Guerin-Meneville, 1845
- Anthia cinctipennis Lequien, 1832
- Anthia circumscripta Klug, 1853
- Anthia costata Gory, 1836
- Anthia csikii Obst, 1906
- Anthia decemguttata (Linnaeus, 1764)
- Anthia discedens Sternberg, 1907
- Anthia duodecimguttata Bonelli, 1813
- Anthia ferox J. Thomson, 1859
- Anthia fornasinii Bertoloni, 1845
- Anthia galla J. Thomson, 1859
- Anthia hedenborgi Boheman, 1848
- Anthia hexasticta Gerstaecker, 1866
- Anthia homoplata Lequien, 1833
- Anthia ida Kolbe, 1894
- Anthia lefebvrei Guerin-Meneville, 1849
- Anthia limbata Dejean, 1831
- Anthia lunae J. Thomson, 1859
- Anthia machadoi (Basilewsky, 1955)
- Anthia mannerheimi Chaudoir, 1842
- Anthia massilicata Guerin-Meneville, 1845
- Anthia maxillosa (Fabricius, 1793)
- Anthia mima Peringuey, 1896
- Anthia mirabilis Sternberg, 1906
- Anthia namaqua Peringuey, 1896
- Anthia nimrod (Fabricius, 1793)
- Anthia oberthuri Obst, 1906
- Anthia omoplata Lequien, 1832
- Anthia ovampoa Peringuey, 1896
- Anthia orientalis (Hope, 1838)
- Anthia praesignis Bates, 1888
- Anthia prevoili Lucas, 1881
- Anthia principalis Sternberg, 1907
- Anthia promontorii Peringuey, 1899
- Anthia pulcherrima H. W. Bates, 1888
- Anthia sexguttata Fabricius, 1775
- Anthia sexmaculata Fabricius, 1787
- Anthia sulcata (Fabricius, 1793)
- Anthia tatumana White, 1846
- Anthia thoracica (Thunberg, 1784)
- Anthia venator (Fabricius, 1792)